# ميروف نوفي
ميروف نوفي هي قرية في التقسيم الإداري في ميروف في مقاطعة شيدلوفيتس في محافظة مازوفيا في شرق وسط بولندا.  تقع على بعد حوالي 3 كيلومتر (2 ميل)شرق ميروف، 16 كيلومتر (10 ميل) شرق شيدلوفيتس و 113 كيلومتر (70 ميل) جنوب وارسو.